# Niwaella longibarba
Niwaella longibarba är en fiskart som beskrevs av Chen 2005. Niwaella longibarba ingår i släktet Niwaella och familjen nissögefiskar. Inga underarter finns listade i Catalogue of Life.